# シンプル・フェイバー
『シンプル・フェイバー』（原題：A Simple Favor）は、2018年のアメリカ合衆国のスリラー映画。監督はポール・フェイグ、主演はアナ・ケンドリックとブレイク・ライヴリーが務めた。本作はダーシー・ベルが2017年に発表した小説『ささやかな頼み』を原作としている。

## あらすじ
ステファニー・スマザースは夫を事故で亡くし、女手一つで息子のマイルズを育てる傍ら、家事や育児の問題を扱ったビデオブログを運営していた。エミリー・ネルソンはアパレル会社でPRディレクターを務めており、彼女の息子のニッキーはマイルズと同じ小学校に通っていた。マイルズとニッキーを一緒に遊ばせるうちに、ステファニーとエミリーは親友になり、酒を交わしながらお互いの秘密を告白する。エミリーは英語教師の夫のショーンと、そのティーチングアシスタントを交えた3Pに興じたこと、ショーンの稼ぎが悪いことへの不満と家計が破産寸前だという事実を明かした。ステファニーは父の葬儀で出会った腹違いの兄クリスとセックスをした経験があると告白した。ステファニーの亡くなった夫は、彼女と義兄の関係を疑っており、男同士の話し合いと称して2人で車で出かけた際に事故死してしまった。
そんなある日、エミリーはステファニーに「ニッキーを学校まで迎えに行ってほしい」と“ちょっとしたお願い”をした。ステファニーはその頼みを快く引き受けたが、その後エミリーと連絡がつかなくなってしまった。ステファニーはロンドンで母親を見舞っていたショーンに連絡、ショーンは警察に捜索願を出したが、「エミリーがレンタカーを借りた」以外の情報は入ってこなかった。
しばらくして、ステファニーのビデオブログの視聴者から「エミリーをミシガン州で目撃した」との連絡があった。現地の警察が付近を捜索したところ、湖でエミリーの溺死体が発見された。その知らせを聞き悲しみにくれるステファニーとショーンであったが、お互いに慰め合っているうちに2人の距離は急接近していった。ほどなくして、ステファニーとショーンは同棲することになった。
しかし、その後からステファニーの周辺で、エミリーの影を感じるような出来事が頻発するようになる。

## キャスト
※括弧内は日本語吹替
- ステファニー・スマザース - アナ・ケンドリック（折井あゆみ[6]）

ニューヨーク郊外に住むシングルマザー。
- エミリー・ネルソン / ホープ・マックランデン / フェイス・マックランデン - ブレイク・ライヴリー（甲斐田裕子）

アパレル会社のPRディレクター。
- ショーン・タウンゼント＝ネルソン - ヘンリー・ゴールディング（中村和正）

エミリーの夫。
- ダイアナ・ハイランド - リンダ・カーデリーニ（石井未紗）
- マイルズ・スマザース - ジョシュア・サティーン

ステファニーの息子。
- ニッキー・タウンゼント＝ネルソン - イアン・ホー

エミリーの息子。
- ダーレン - アンドルー・レイノルズ（中務貴幸）
- マーガレット・マックランデン - ジーン・スマート（田村千恵）
- デニス・ナイロン - ルパート・フレンド（時永ヨウ）
- デイヴィス - エリック・ジョンソン（英語版）
- クリス - ダスティン・ミリガン
- サマーヴィル刑事 - バシール・サラフディン（英語版）（佐々木祐介）
- ブランコ刑事 - ザック・スマドゥ（谷内健）
- ケリー・グレンダ - グレンダ・ブラガンザ（英語版）（田村千恵）
- ステイシー - ケリー・マコーマック（英語版）（桃江トウコ）
- ソナ - アパルナ・ナンチェーラ（英語版）（塙真奈美[7]）
- グレイス・スマザース - ダニエル・ブルゴン
- ヴァレリー - ジーア・サンデュ
- ボビー・チェルコフスキー - ポール・ジュールウィッツ
- マリアンヌ・チェルコフスキー - サラ・ベイカー（英語版）
- 16歳のホープ - ニコール・ピーターズ
- 16歳のフェイス - ローレン・ピーターズ
- その他の日本語吹き替え：小若和郁那

日本語版スタッフ 演出：吉田光平、翻訳：本間絵里香、制作：ポニーキャニオンエンタープライズ

## 製作
2016年1月、20世紀フォックスがダーシー・ベルの小説『ささやかな頼み』の映画化権を出版前に取得したと報じられた。2017年6月、20世紀フォックスが本作の映画化権をライオンズゲートに売却した。その後、製作チームはポール・フェイグを監督に起用した。7月26日、アナ・ケンドリック、ブレイク・ライヴリー、ヘンリー・ゴールディングがキャスト入りした。9月、リンダ・カーデリーニの出演が決まった。

### 撮影
2017年8月14日、本作の主要撮影がカナダのトロントで始まった。

## マーケティング・興行収入
2018年5月1日、本作の宣伝の一環として、ブレイク・ライヴリーは自身のInstagramに投稿していた写真を全て削除した。2日、本作のティーザー・トレイラー第1弾が公開された。24日、本作のティーザー・トレイラー第2弾が公開された。
本作は『ホワイト・ボーイ・リック』、『ザ・プレデター』、『アンブロークン: パス・トゥ・リデンプション』と同じ週に封切られ、公開初週末に1700万ドル前後を稼ぎ出すと予想されていたが、その予想は的中した。2018年9月14日、本作は全米3102館で公開され、公開初週末に1601万ドルを稼ぎ出し、週末興行収入ランキング初登場4位となった。

## 評価
本作は批評家から好意的に評価されている。映画批評集積サイトのRotten Tomatoesには105件のレビューがあり、批評家支持率は82%、平均点は10点満点で7点となっている。サイト側による批評家の見解の要約は「捻りに捻りを効かせたストーリーは率直に言って面白い。アナ・ケンドリックとブレイク・ライヴリーの名演のお陰で、『シンプル・フェイバー』はスタイリッシュなノワール作品になっている。」となっている。また、Metacriticには36件のレビューがあり、加重平均値は68/100となっている。なお、本作のCinemaScoreはBとなっている。